# Rose Bertin

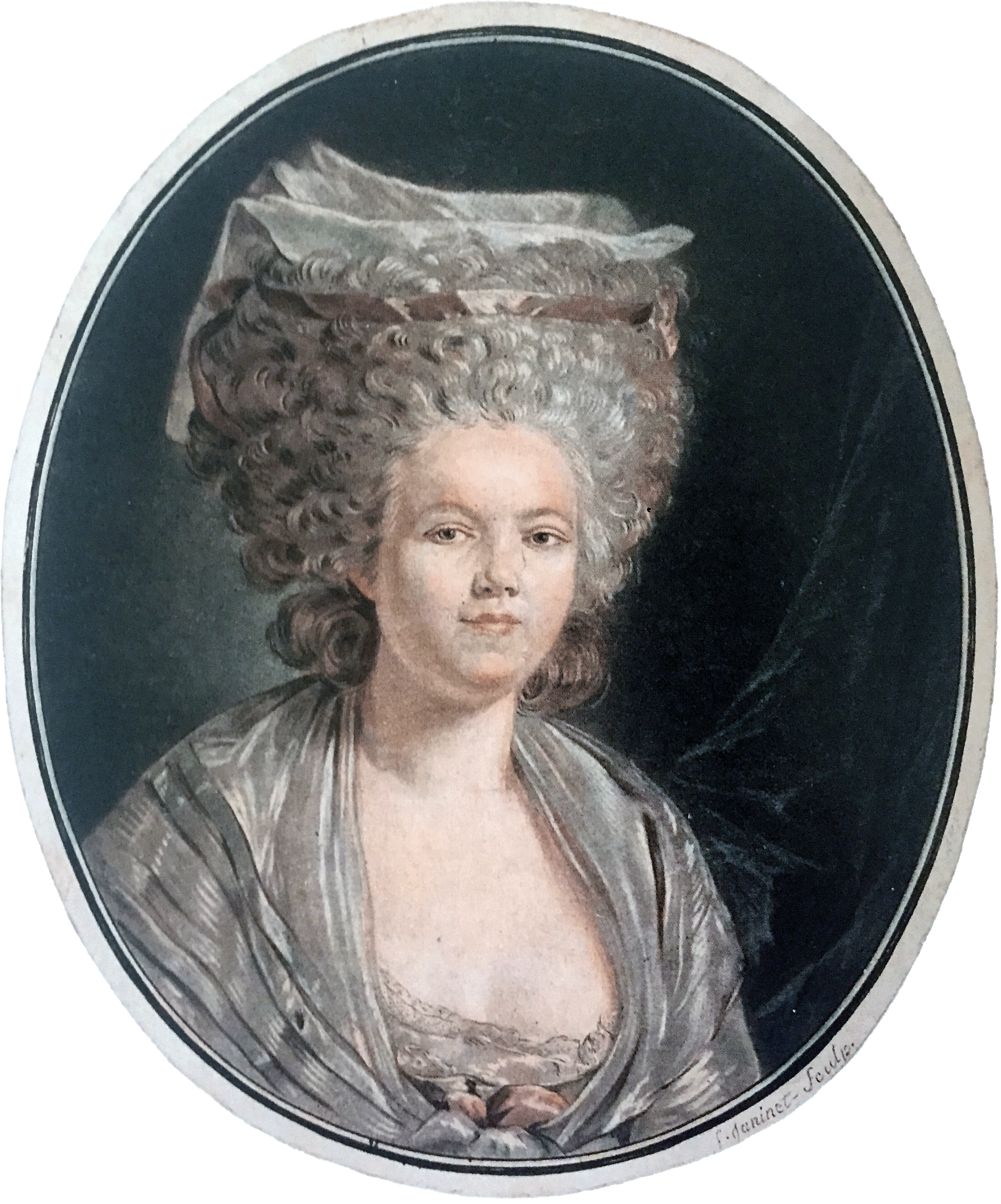
Rose Bertin um 1780, Radierung von Jean-François Janinet nach einem Porträt von Louis-Roland Trinquesse

Marie-Jeanne Bertin, besser bekannt als Rose Bertin (* 2. Juli 1747 in Abbeville, Picardie, Frankreich; † 22. September 1813 in Épinay-sur-Seine) war eine Schneiderin, Hutmacherin und Modistin. Die meisten Frauen, die im 18. Jahrhundert in der Mode tätig waren, sind ansonsten unbekannt geblieben.
Unter anderem arbeitete sie am königlichen Hof in Frankreich und brachte es zu großem Ruhm. Nach der Französischen Revolution emigrierte sie nach England. Später konnte sie nicht mehr an die nüchterner werdende Mode anschließen.

## Leben und Wirken
Rose Bertin – zu diesem Zeitpunkt noch Marie-Jeanne Bertin genannt – wurde schon sehr früh in die Lehre bei einer Modistin gegeben, wo sie durch ihre große Begabung für dieses Handwerk auffiel. Schon mit 16 Jahren ging sie nach Paris, wo sie in der Modehandlung Trait Gallant weiterlernte.

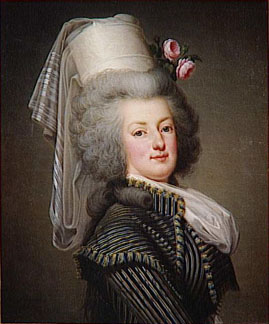
Adolf Ulrik Wertmüller: Königin Marie-Antoinette mit einem Hut von Madame Bertin (Öl auf Leinwand, 1788)

Mit ihrem eigenen Laden in der Rue Saint-Honoré, den sie 1770 gründete und den sie der damaligen Mode entsprechend Au Grand Mogol („Zum Großmogul“) nannte, fand sie sehr schnell Kundschaft unter einflussreichen adligen Damen. Die Herzogin von Chartres führte sie bei Marie-Antoinette ein, deren Hoflieferantin sie 1772 wurde. 
Madame Bertin entwarf Kleider und Hüte und ließ sie von ihren dreißig Arbeiterinnen in ihrem Geschäft anfertigen. Man konnte bei ihr auch fertige Dinge kaufen wie Hauben, Morgenröcke, Badekleider, Haarschmuck, Hüte, Umhänge, Mäntel, Kragen, Halstücher, Schleifen, Börsen, Taschentücher, Schultertücher, Muffe, Fächer, Gürtel, Handschuhe, Schuhe, Pantoffeln und Schmuckstücke aller Art.
Ab dem Jahr 1774, nachdem Marie-Antoinette Königin von Frankreich geworden war, stellte Rose Bertin der jungen Königin zweimal wöchentlich ihre neuesten Kreationen vor und unterhielt sich dabei manchmal stundenlang mit ihrer herrschaftlichen Kundin. Im selben Jahr setzten sich unter den eleganten Damen ihre „Poufs“ durch, spektakuläre Aufbauten auf den Haaren mit Blumen, Früchten, Federn usw., die häufig ein bestimmtes Thema darstellten.
Der vertrauliche Umgang zwischen der Königin und der Modistin aus den unteren Schichten missfiel einigen, zumal Rose Bertin für ihre Kreationen hohe Preise forderte. Rose Bertin (die als Modistin keine Kleider schneiderte, sondern den Aufputz von Kleidern und Frisuren gestaltete und damit Modetrends schuf) forderte und erhielt für eine von ihr dekorierte Robe 900 Livres und mehr. Madame Du Barry zahlte für ihre bei Rose Bertin erworbenen Hüte zwischen 25 und 120 Livres. Der Tageslohn eines gelernten Arbeiters lag bei ca. 2,5 Livres. Ihre hohen Preise begründete Rose Bertin mit ihrem künstlerischen Anspruch. Bis zum 6. Oktober 1789 währten Bertins Besuche bei der Königin.
Während der Französischen Revolution wurden zahlreiche ihrer adligen Kundinnen entweder hingerichtet oder emigrierten ins Ausland. Rose Bertin schloss sich dieser Emigration an, da auch sie aufgrund ihrer engen Kontakte zur Aristokratie gefährdet war, und setzte ihre Arbeit in England fort. Mit Hilfe ihres Neffen gelang es ihr, ihren Besitz während der Revolutionszeit zu retten. 1795 kehrte sie nach Frankreich zurück und gewann auch Joséphine de Beauharnais als Kundin. An die großen Erfolge ihres Modehauses vor der Französischen Revolution konnte sie jedoch nicht mehr anknüpfen, da die Mode nun einen schlichten, kaum verzierten Stil vorschrieb, der für die aufwändige Modedekoration im Stil einer Rose Bertin keinen Raum mehr ließ.
Mit Beginn des 19. Jahrhunderts übertrug Rose Bertin ihr Geschäft an ihren Neffen. Sie starb 1813 in ihrem Haus in Épinay-sur-Seine.